# Franz Haniel junior

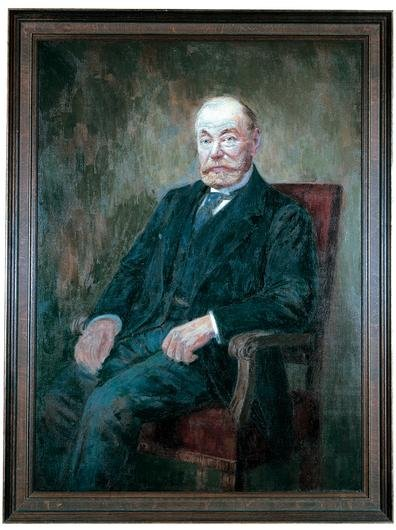
Franz Haniel jun.

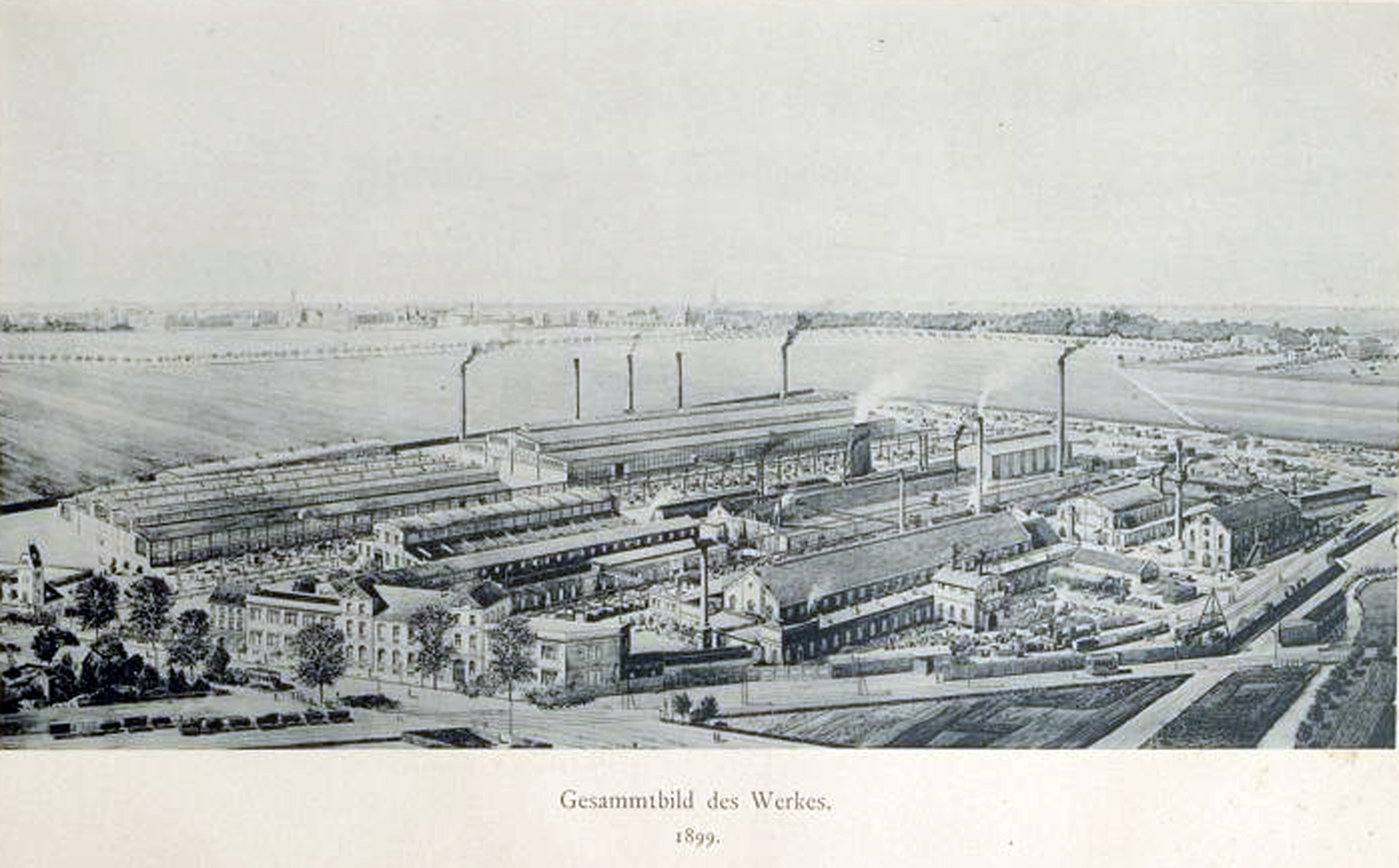
Werksgelände „Haniel & Lueg“, 1899

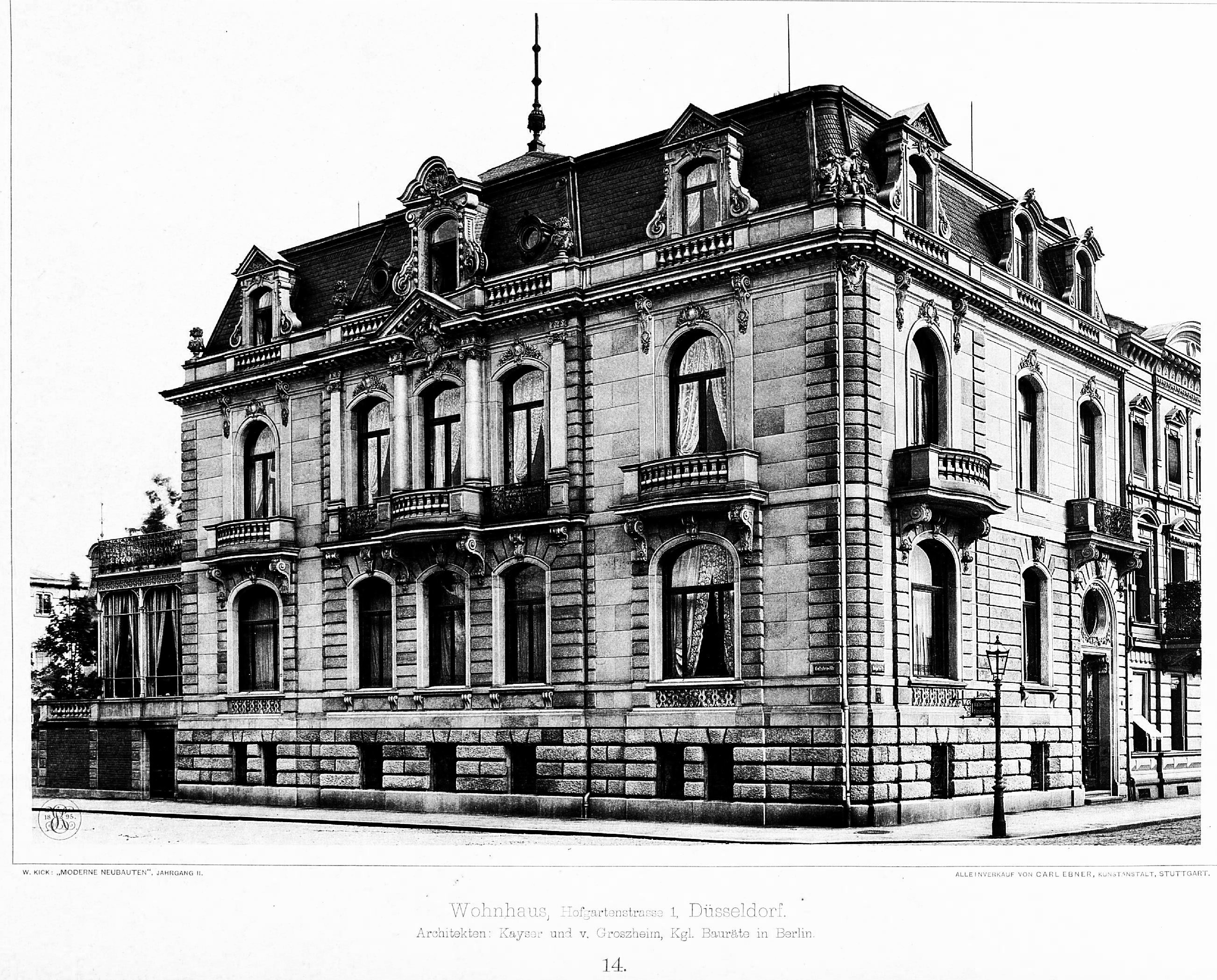
Das Wohnhaus F. Haniel in der Düsseldorfer Hofgartenstraße (1895)

Franz Friedrich Heinrich Wilhelm Carl Haniel (* 15. September 1842 in Ruhrort; † 16. Juni 1916 in Forsthaus Hülloch) war ein deutscher Unternehmer in der Montanindustrie, Sohn von Hugo Haniel und ein Enkel von Franz Haniel.

## Leben
Haniel war Mitbegründer der Firma Haniel et Lueg in Düsseldorf, Mitglied des Aufsichtsrats des Kohlensyndikats und trug den Titel eines Geheimen Kommerzienrats. Ab 1872 war Haniel Angehöriger des Corps Saxonia an seinem Studienort Hannover. Aus dieser Verbundenheit heraus bestimmte er die Farben des Corps Saxonia (Grün-Weiß-Schwarz) als Flagge seiner Rheinschifffahrtslinie, welche so bis zum Erwerb der Reederei durch die Imperial Logistics Gruppe 2003 unverändert geführt wurde.
1872 gründete er zusammen mit seinem Onkel Louis Haniel und Heinrich Lueg die Maschinenfabrik „Haniel & Lueg“ in Grafenberg an der Grafenberger Allee. Um 1890 noch mit Anschrift Königsallee ließ sich Haniel 1892 in Düsseldorf auf einem Eckgrundstück in der Hofgartenstraße 1 nach Entwürfen der Berliner Architekten Heinrich Kayser und Karl von Großheim ein zweistöckiges Wohnhaus errichten. Die schmalere Fassade des Gebäudes wies zur Hofgartenstraße, die breitere war dem Hofgarten auf der Goltsteinstraße zugewandt. Im Düsseldorfer Adressbuch ist Haniel für die Jahre 1893, 1895, 1899 und 1900 als Bewohner belegt. Das Gebäude erlitt bei einem Luftangriff vom 23. April 1944 Bombenschäden und wurde zusammen mit der gesamten Hofgartenstraße abgetragen. Anstelle der Hofgartenstraße befand sich dort der in 2013 abgerissene Tausendfüßler und heute die neu gestaltete Fläche des Kö-Bogens.
Franz Haniel gründete 1896 zusammen mit Heinrich Lueg, Friedrich Vohwinkel und August Bagel die Rheinische Bahngesellschaft, die den Bau der ersten Oberkasseler Brücke finanzierte. Zum Bruch mit Emil Kirdorfs Kohlensyndikat kam es 1905. Laut einem Beitrag im Berliner Tageblatt hatte Haniel „die grosse ‚Sünde‘ begangen, bei Ausbruch des Ruhrarbeiterstreiks die Forderungen der Arbeiter seiner Zeche ‚Rheinpreussen‘ zu bewilligen, ja er soll sogar seinen Arbeitern versprochen haben, keine Kohle in das Streikgebiet zu liefern, obwohl doch nach den Bestimmungen des Syndikatsvertrages der Syndikatsleitung allein das Recht zustand, über die geförderte Kohle zu verfügen.“
Nach seinem Ausscheiden aus dem Kohlesyndikat war Haniel von 1905 bis zu seinem Tode 1916 Mitglied des Preußischen Herrenhauses. Haniel, nach dem die Zeche Franz Haniel benannt war, die 2018 als Teil des Bergwerks Prosper-Haniel stillgelegt wurde, wurde auf dem Düsseldorfer Nordfriedhof bestattet.